# Jean Rummenie
Jean Frédéric Rummenie (Amsterdam, 13 juli 1953) is een Nederlands landbouwkundige, diplomaat en politicus. Namens de BoerBurgerBeweging (BBB) is hij sinds 2 juli 2024 staatssecretaris van Landbouw, Visserij, Voedselzekerheid en Natuur in het kabinet-Schoof.

## Diplomatieke loopbaan
Van 1965 tot 1972 ging Rummenie naar het gymnasium β op het Casimir Lyceum te Amstelveen. Daarna studeerde hij van 1972 tot 1982 landbouwkunde aan de Landbouwhogeschool Wageningen met als hoofdrichtingen tuinbouwplantenteelt en algemene agrarische economie. Van juni 1983 tot 1 januari 2020 was hij werkzaam als beleidsmedewerker op diverse ministeries en als landbouwraad in het corps diplomatique op diverse ambassades.

## Politieke loopbaan
Namens de BoerBurgerBeweging (BBB) stond Rummenie op plek 8 van de kandidatenlijst voor de Tweede Kamerverkiezingen van 2023. Hij kreeg 342 voorkeurstemmen, wat niet voldoende was om verkozen te worden als Tweede Kamerlid. Namens de BBB is hij sinds 2 juli 2024 staatssecretaris van Landbouw, Visserij, Voedselzekerheid en Natuur in het kabinet-Schoof. Hij heeft visserij (incl. grote wateren), tuinbouw, incl. kwekersrecht, Nederlandse Voedsel- en Warenautoriteit (NVWA), keuringsdiensten (Skal, BKD, NAK, Naktuinbouw, COKZ en KCB), natuur en biodiversiteit en Staatsbosbeheer in zijn portefeuille.

## Persoonlijk
Op 22 juni 2021 is Rummenie gehuwd. Hij heeft een zus. Hij houdt van lezen en pianospelen.
- Parlement.com: vm6eb3mymnts